# 安妮卡·布鲁恩
安妮卡·布鲁恩（德語：Annika Bruhn，1992年10月5日—），德国女子游泳运动员，2015年世界游泳锦标赛混合4×100米混合泳接力铜牌得主、2018年欧洲游泳锦标赛混合4×200米自由泳接力金牌得主和女子4×200米自由泳接力铜牌得主。